# Рожественский, Зиновий Петрович
Зино́вий Петро́вич Роже́ственский (30 октября [11 ноября] 1848, Санкт-Петербург — 1 [14] января 1909, там же) — военно-морской деятель Российской империи, вице-адмирал и генерал-адъютант (оба — 1904), в ходе русско-японской войны — командующий 2-й Тихоокеанской эскадрой, потерпевшей поражение в Цусимском сражении.

## Ранние годы
Родился в семье полкового военного врача (возможно, военного священника) в Краснинском уезде Смоленской губернии недалеко от села Сырокоренье. В 1864 году поступил в Морской кадетский корпус, который окончил в 1868 году. В 1873 году окончил Михайловскую военную артиллерийскую академию по специальности морского артиллериста и был выпущен по первому разряду лейтенантом. Некоторое время служил командиром роты Учебного отряда Балтийского флота, участвовал в работе Комиссии морских артиллерийских опытов. Начальник штаба эскадры броненосных кораблей Балтийского флота вице-адмирал Григорий Бутаков отзывался о лейтенанте Рожественском следующим образом: «Ужасно нервный человек, а бравый и очень хороший моряк».

## Русско-турецкая война
В 1876 году участвовал в подготовке артиллерии Черноморского флота к надвигающейся русско-турецкой войне, после чего был назначен начальником артиллерии Черноморского флота. Во время боевых действий неоднократно участвовал в крейсерских рейдах. В июле 1877 года, находясь на пароходе «Веста», принял командование артиллерией, заменив убитого подполковника Чернова, и нанёс турецкому броненосцу «Фетхи-Буленд» повреждения, заставившие того выйти из боя. За этот бой Рожественский был произведён в капитан-лейтенанты и награждён орденами Святого Владимира 4-й степени с мечами и бантом и Святого Георгия 4-й степени.
После окончания войны Рожественский опубликовал в газете «Биржевые ведомости» статью «Броненосцы и купцы-крейсера», где выступил с критикой технической отсталости отечественного флота и призывом переориентироваться на строительство броненосцев. Подвиг «Весты» был назван в статье «постыдным бегством». Статья вызвала всеобщее негодование и привела к возбуждению судебного процесса по делу «Весты». Управляющий Морским министерством адмирал С. С. Лесовский обещал «стереть в порошок» строптивого офицера[стиль].
После образования княжества Болгарии был прикомандирован к создававшемуся болгарскому военному флоту и в период с лета 1883 года по октябрь 1885 годов исполнял обязанности «начальника Флотилии и морской части Княжества и командира княжеско-болгарской яхты „Александр I“». При нём были созданы первые болгарские военно-морские регламенты, основаны военно-морской музей и библиотека.
В 1886—1891 годах проходил службу флагманским офицером, старшим офицером, командиром корабля на Балтийском и Тихоокеанском флотах. Старший офицер броненосной батареи «Кремль» (1887), фрегата «Герцог Эдинбургский». Командир клипера «Наездник» (1890), канонерской лодки «Грозящий» (1891). В 1891—1893 годах был российским военно-морским атташе в Лондоне.
С 1894 года — командир крейсера «Владимир Мономах», входившего в Средиземноморскую эскадру контр-адмирала Степана Макарова. Совершил вместе с эскадрой переход на Дальний Восток для усиления военно-морской группировки в связи с обострением отношений с Японией. В районе китайского города-порта Чифу Соединённая русская эскадра (под командованием вице-адмирала С. П. Тыртова) проводила военные учения. Адмирал Макаров отзывался о Рожественском как о надёжном морском командире[уточнить].
В 1896—1898 годах — командир броненосца береговой обороны «Первенец».
С 1898 года — контр-адмирал, командир Учебно-артиллерийского отряда Балтийского флота. В 1900 году получил известность благодаря организации работ по спасению броненосца «Генерал-адмирал Апраксин», вылетевшего на камни у южной оконечности острова Гогланд. После возвращения броненосца своим ходом в Кронштадт, Рожественский настоял на поощрении и награждении отличившихся в операции офицеров в точном соответствии с представленным им списком. С 1903 года — контр-адмирал Свиты Его Императорского Величества.

## Русско-японская война
В 1903 году, за год до начала Русско-японской войны, Рожественский получил назначение на должность начальника Главного морского штаба. Он приступил к выполнению плана перевооружения и усиления Тихоокеанского флота, но результатов достичь не удалось. В деятельности Рожественского на этом посту были заметны его предпочтения к тяжёлому броненосному флоту в ущерб другим классам кораблей и упор на генеральное морское сражение как основное средство достижения победы.
В апреле 1904 года Рожественскому поручили подготовку и командование Второй тихоокеанской эскадрой, состоявшей из 7 броненосцев, 8 крейсеров, 9 миноносцев и ряда вспомогательных судов. В задачи эскадры входил переход из Балтики в Тихий океан, помощь осаждённому Порт-Артуру и сражение с японским флотом. 5 октября 1904 года Рожественский был произведён в вице-адмиралы и одновременно пожалован в генерал-адъютанты.
Рожественский с самого начала не верил в успех похода. Великий князь Александр Михайлович так описывает беседу с Рожественским и морским министром Фёдором Авеланом до начала похода:

Рожественский… заявил, что готов немедленно отправиться в Порт-Артур и встретиться с японцами лицом к лицу. Его почти нельсоновская речь звучала комично в устах человека, которому была вверена почти вся власть над нашим флотом. Я напомнил ему, что Россия вправе ожидать от своих морских начальников чего-нибудь более существенного, чем готовности пойти ко дну.
— Что я могу сделать,— воскликнул он: — общественное мнение должно быть удовлетворено. Я знаю это. Я вполне отдаю себе отчет в том, что мы не имеем ни малейшего шанса победить в борьбе с японцами.
— Отчего вы не думали об этом раньше, когда высмеивали моряков микадо?
— Я не высмеивал,— упрямо возразил Рожественский: — Я готов на самую большую жертву. Это тот максимум, который можно ожидать от человека.
И этот человек с психологией самоубийцы собирался командовать нашим флотом!
— Великий князь Александр Михайлович. Книга воспоминаний, Глава XIV
В октябре 1904 года Вторая тихоокеанская эскадра вышла в поход, ознаменовавшийся Гулльским инцидентом, и 14 мая 1905 года подошла к Цусимскому проливу. За время похода, проходившего в условиях отсутствия надёжных баз снабжения, плохой выучки экипажей — не было потеряно ни одного корабля. 22 октября 1904 года произошёл Гулльский инцидент: русская эскадра под командованием Рожественского обстреляла в Северном море собственный крейсер «Аврора», потопила английский траулер «Крейн» и серьёзно повредила пять малых рыболовецких судов, приняв их за японские миноносцы. После войны он писал: «Будь у меня хоть искра гражданского мужества, я должен был бы кричать на весь мир: берегите эти последние ресурсы флота! Не отсылайте их на истребление! Но у меня не оказалось нужной искры».
14 мая 1905 года японский флот атаковал эскадру Рожественского в Цусимском проливе. В ходе сражения был выведен из строя и потоплен флагманский корабль «Князь Суворов», сам вице-адмирал получил тяжёлое ранение в голову. Рожественский не сумел подготовить свою эскадру к сражению и не сумел командовать ею в бою: управление эскадрой было потеряно через 20 (по другим данным, через 37) минут после начала боя. К утру 15 мая Вторая тихоокеанская эскадра перестала существовать. Миноносец «Бедовый», на котором находился раненый Рожественский и другие раненые русские офицеры, был сдан японцам и позднее служил в Императорском японском флоте.
После подписания Портсмутского мира адмирал вернулся в Россию, где был восстановлен в своей прежней должности. В «Полном послужном списке» от 16 января 1906 года, подписанном контр-адмиралом Александром Нидермиллером, он — «Начальник Главного Морского Штаба, Генерал-Адъютант, Вице-Адмирал». В том же документе написано: «В службе сего адмирала не было обстоятельств, лишающих его права на получение знака отличия беспорочной службы…». Вскоре в газетах началась травля адмирала. Первоначально Рожественский пытался оправдываться, но затем, в феврале 1906 года, подал в отставку с поста начальника Главного морского штаба. Однако волна критики не утихала, и адмирал настоял на привлечении себя к суду. На суде он оправдывал своих подчинённых, в особенности матросов, и просил для себя смертной казни, но был оправдан военно-морским судом как человек, получивший в сражении тяжкое ранение.
После окончания процесса жил затворником, практически не выходил из своей квартиры и умер в Петербурге от сердечного приступа в новогоднюю ночь на 1909 год. Погребён на Тихвинском кладбище Александро-Невской лавры; могила была разрушена примерно в 1920 году и считалась утраченной. Точное местонахождение праха адмирала помог установить правнук, Зиновий Спечинский, предоставивший карту захоронений.

## Семья и потомки
Был женат на дочери коллежского асессора Ольге Николаевне Антиповой. 23 декабря 1877 года у них родилась дочь Елена, которая вышла замуж за военного инженера Владимира Федоровича Субботина (1874—1934). Внук Николай эмигрировал в США, а его сестра Ольга Спечинская с сыном Зиновием в 1947 году вернулись на родину. Правнук — Зиновий Дмитриевич Спечинский, японист по профессии; праправнук — Кирилл Спечинский (1966—2018) — музыкант, лидер группы «Внезапный сыч»[уточнить].

## В популярной культуре
В романе А. С. Новикова-Прибоя «Цусима» Рожественский назван болезненно самолюбивым, самонадеянным, вспыльчивым, не знающим удержа в своем произволе человеком, наводившим страх не только на матросов, но и на офицеров, презиравшим их, убивавшим в них волю и всякую инициативу. «Даже командиров кораблей он всячески третировал и, не стесняясь в выражениях, хлестал их отборной руганью… За все время службы я ни разу не видел, чтобы мрачное лицо адмирала когда-либо озарилось улыбкой». Контр-адмирал Небогатов говорил о нём: «Многие командиры на языке адмирала имели прозвища, граничащие с площадной бранью, и адмирал нисколько не стеснялся употреблять эти прозвища громко на верхней палубе в присутствии судовых офицеров и команды»:

… Рожественский заочно разносил какого-нибудь командира, заменяя его фамилию придуманной кличкой… Не только командиры судов, но и младшие флагманы не избежали прозвищ… Что представлял собою в его глазах толстый контр-адмирал Фелькерзам? «Мешок с навозом». А недалекий контр-адмирал Энквист? «Пустое место»…. Командир «Ушакова» Миклуха-Маклай, родственник знаменитого путешественника? «Двойной дурак»… Некоторым командирам Рожественский давал прозвища, заимствованные из терминологии венерических болезней… Часто Рожественский кричал на командиров военных кораблей, как фельдфебель на новобранцев.